# Collblanc (L'Hospitalet de Llobregat)
Il barrio di Collblanc fa parte del II distretto di L'Hospitalet de Llobregat ed è composto da piccole palazzine di massimo 3/4 piani del 900 circa costruite con permessi rilasciati in maniera agevolata a privati spesso con solo una piccola scala senza ascensore e palazzoni più moderni dotati di ogni confort.
È posto al confine con Barcellona separato da C/ Riera Blanca